# Cyrtonops tonkineus
Cyrtonops tonkineus là một loài bọ cánh cứng trong họ Cerambycidae.